# Jan I. z Aumale
Jan I. z Aumale (francouzsky Jean Ier d'Aumale, † 11. července 1302, Kortrijk) byl hrabě z Aumale.

## Život
Narodil se jako syn Ferdinanda II. z Aumale a Laury, dcery Amauryho VII. z Montfortu. Roku 1260 osiřel a zdědil Aumale a Ponthieu, se správou mu pomáhala babička Johana z Ponthieu, kastilská královna vdova. Po její smrti roku 1279 musel Jan o dědictví dohadovat s anglickým králem Eduardem II., který na strategicky položená panství uplatňoval nárok jménem své choti Eleonory Kastilské. Janovi se podařilo zachovat pro sebe a své potomky hrabství Aumale.
Padl pod velením Roberta z Artois v bitvě u Courtrai a byl pohřben v cisterciáckém klášteře Valloires, po boku svých předků.
| Předchůdce: Ferdinand | Znak z doby nástupu | Hrabě z Aumale 1260 – 1302 | Znak z doby konce vlády | Nástupce: Jan II. |